# Leto venus
Leto venus är en fjärilsart som beskrevs av Pieter Cramer 1780. Leto venus ingår i släktet Leto och familjen rotfjärilar. Inga underarter finns listade i Catalogue of Life.